# The State (serie de televisión)
The State (En inglés: El Estado) es una miniserie de televisión dramática británica de cuatro partes, escrita y dirigida por Peter Kosminsky, que dramatiza las experiencias de cuatro jóvenes musulmanes británicos que vuelan a Siria para unirse al Estado Islámico. La serie se emitió originalmente en el Reino Unido por Channel 4, y las cuatro partes se transmitieron en noches sucesivas entre el 20 y el 23 de agosto de 2017. La serie fue aprobada para su producción en julio de 2016, tras una extensa investigación hecha por Kosminsky.
Ony Uhiara, Sam Otto, Shavani Cameron y Ryan McKen fueron elegidos posteriormente como los cuatro personajes principales, Shakira, Jalal, Ushna y Ziyad. La mayoría del rodaje de la serie se llevó a cabo en España más tarde ese otoño. La serie fue transmitida internacionalmente por National Geographic, transmitida en Australia desde el 23 de agosto, y estrenada en los Estados Unidos como un evento especial de dos noches los días 18 y 19 de septiembre, En Francia, la serie transmitido por Canal + desde el 4 de septiembre. La serie fue lanzada en DVD en los Estados Unidos el 28 de noviembre de 2017.

## Reparto
- Ony Uhiara como Shakira Boothe; una médico británica y madre soltera de Isaac, un niño de nueve años que viaja a Siria con la esperanza de trabajar en un hospital estatal.
- Sam Otto como Jalal Hossein; un adolescente que sigue a su hermano mayor fallecido a Siria, queriendo entender por lo que él pasó.
- Shavani Cameron como Ushna Kaleel; un adolescente que busca ser una "leona para los leones".
- Ryan McKen como Ziyad Kader; el amigo más cercano de Jalal, que lo acompaña con la esperanza conseguir aventura.

## Episodios
| N.º | Título      | Guionista(s)    | Estreno en el Reino Unido | Audiencia (en millones) |
| --- | ----------- | --------------- | ------------------------- | ----------------------- |
| 1 | «Episode 1» | Peter Kosminsky | 20 de agosto de 2017      | 2.11                    |
| Cuatro jóvenes musulmanes británicos hacen el viaje a Siria para unirse al Estado Islámico. Mejores amigos Jalal (Sam Otto) y Ziyad (Ryan McKen) se colocan en una extensa campaña de entrenamiento de cuatro semanas bajo la guía del comandante Abu Omar (Ali Suliman). La ex doctora Shakira (Ony Uhiara) trata de persuadir al líder de la casa, Umm Walid (Jessica Gunning) para que le permita trabajar en el hospital estatal local. Mientras tanto, la adolescente Ushna (Shavani Cameron) lucha para sobrellevar el estrés de la transición, y busca apoyo de Shakira. |             |                 |                           |                         |
| 2 | «Episode 2» | Peter Kosminsky | 21 de agosto de 2017      | 1.78                    |
| Shakira se ve obligada a tomar medidas cuando el hospital se convierte en el objetivo de un ataque con bomba. Jalal intenta averiguar más acerca de su hermano y se hace amigo de Sayed (Amir El-Masry), un farmacéutico con conexiones británicas. Ushna lucha con la realidad de que pronto tendrá que casarse. |             |                 |                           |                         |
| 3 | «Episode 3» | Peter Kosminsky | 22 de agosto de 2017      | 1.68                    |
| Shakira se enoja al descubrir que Isaac desea llevar a cabo el entrenamiento de la unidad. Ushna se devesta después de recibir una visita para informarle que su esposo murió mártir. Jalal intenta disuadir a Ziyad de conducir un camión lleno de explosivos hacia una base enemiga. |             |                 |                           |                         |
| 4 | «Episode 4» | Peter Kosminsky | 23 de agosto de 2017      | 1.57                    |
| Shakira decide abandonar Siria y regresar a su hogar en el Reino Unido después de recibir noticias de la muerte de su marido, pero se esfuerza por convencer a Isaac de sus planes. Herido de dolor después de la muerte de Ziyad, Jalal intenta ayudar a Ibtisam y a su hija a cruzar la frontera para ponerse a salvo. Ushna descubre que está embarazada. |             |                 |                           |                         |

## Lugares de rodaje
Algunas de las escenas de interiores de la serie han sido grabadas en los salones del, por entonces cerrado al público, Gran Hotel Almería, en España.